# Capital risque
 (mars 2017).
Si vous disposez d'ouvrages ou d'articles de référence ou si vous connaissez des sites web de qualité traitant du thème abordé ici, merci de compléter l'article en donnant les références utiles à sa vérifiabilité et en les liant à la section « Notes et références ».
Le capital risque ou capital-risque (capital de risque au Québec ; en anglais : venture capital) est une activité d'investissement capitalistique, liée à la finance et aux entreprises. Elle est spécialisée dans le financement de jeunes entreprises à haut potentiel de croissance. Cette activité est considérée comme risquée en termes de retour sur investissement, du fait même de la nature d'une jeune entreprise, en quête d'un capital d'amorçage et de développement, et de la situation du marché (demande insuffisante, transfert de technologie, besoin en trésorerie, etc.).

## Concept

### Définition
Le capital risque est une activité qui consiste à investir de l'argent dans de jeunes entreprises considérées comme innovantes et/ou à fort potentiel de croissance. Une société de capital-risque (venture capital company, ou VC) investit dans ce type d'entreprise, y apporte des fonds, afin d'augmenter son capital initial, pour qu'elle puisse croître. Le capital risque emploie ainsi des experts en investissements qui pratiquent un audit des jeunes entreprises afin de décider, si oui ou non, la prise de risque est envisageable.
Afin de recevoir du financement, la jeune entreprise innovante doit avoir démontré une adéquation produit-marché et un potentiel de croissance très important. Après analyse et négociation, le capital-risqueur intervient sous forme d’un apport monétaire en échange d’une participation minoritaire au capital de l’entreprise. Il a pour seul objectif l’augmentation de la valeur de sa participation et l'obtention d'une plus-value lors de sa cession à un tiers dans un horizon de 5 à 10 ans.
Compte tenu du risque, le métier de venture capitalist requiert une gestion spécialisée, des outils juridiques et financiers adéquats, et une large expérience de terrain. Le capital-risqueur se structure souvent en tant que gestionnaire de fonds d’investissements. Ces fonds sont établis pour une durée limitée, et permettent de rassembler les capitaux de partenaires financiers, en limitant notamment leur responsabilité. Tous s’accordent ensuite sur une politique d’investissement et de rémunération. De ce fait, il existe une grande variété de capital-risqueurs avec chacun des objectifs propres.
L’exigence de rendement du capital-risqueur incite à une gestion très dynamique de la société investie, nécessitant une totale adhésion de l’équipe dirigeante sur les objectifs élevés de rentabilité à atteindre. Dans ce cadre, le capital-risqueur mettra à disposition en plus de ses capitaux, son réseau et son expérience. Par ailleurs, un ensemble de sociétés sont exclues, par nature, de ce mode de financement, car ne présentant pas un potentiel de retour sur investissement suffisant.
À la fin 2015, selon l'AFIC (association d'investisseurs), en comptant les dix années précédentes, les 196 fonds de capital risque français ont dégagé une plus-value annuelle moyenne nette de 2,6 %.

## Histoire
L'histoire du capital risque, liée à celle du capitalisme, fait l'objet d'études historiographiques. Le premier venture capitalist semble être Georges Doriot, un investisseur français ayant étudié à Harvard, et qui a commencé à investir dans les années 1940 et 1950 dans de jeunes entreprises prometteuses.
En France, après un pic en 2008, suivi d'un creux en 2012, l'activité est à la hausse avec 758 millions d'euros investis dans 499 sociétés en 2015. Aux États-Unis, ce sont près de 60 milliards de dollars qui ont été investis en 2015 dans plus de 5 000 sociétés.

## Impératifs d'investissement
Une société de capital risque doit investir dans des entreprises offrant une espérance de rentabilité élevée et donc des perspectives de croissance forte. Son portefeuille se compose de projets qui échouent ainsi que de projets qui réussissent et doivent compenser les pertes réalisées sur les premiers. C'est par la revente des sociétés financées (appelées en France sociétés affiliées) à d'autres sociétés ou par leur introduction en bourse, par exemple sur Alternext, ou l'Eurolist à Paris que les fonds réalisent leurs plus-values.
La sélection des projets (financer les meilleurs et écarter ceux aux perspectives moins prometteuses) est essentielle dans ce secteur d'activité. Cette étape passe inévitablement par l'analyse du plan de développement de l'entreprise (business plan) et du modèle d'entreprise (business model). Les investisseurs sont souvent prêts à partager les caractéristiques qu'ils utilisent pour évaluer des projets financiers.
Les investisseurs apportent souvent plus que du capital et un véritable accompagnement des entrepreneurs qu'ils financent.
La définition française du capital risque inclut parfois, à tort, les rachats à effet de levier (leveraged buy out, LBO), qui sont des opérations à forte part d'endettement par rapport à la mise en capitaux propres. La lisière avec les investissements minoritaires au capital de PME est plus floue. Ce dernier relève d'entreprises ayant déjà atteint un point d'équilibre mais nécessitant d'accélérer encore leur croissance.
Le capital risque se distingue par une plus forte composante technologique et une plus grande capacité à financer les pertes initiales pour favoriser le développement d'une technologie. Ses domaines de prédilection ont été, jusqu'à présent, les technologies de l'information et de la communication (TIC) et les biotechnologies. Depuis quelques années (2004 en Californie, 2007 en France), les capital-risqueurs s'ouvrent de plus en plus aux technologies du développement durable (cleantech, « la technologie propre », ou greentech, « la technologe verte »), en misant notamment sur les énergies renouvelables.

## Acteurs

### Monde
En tête des plus gros acteurs en 2022, on trouve les sociétés américaines Andreessen Horowitz et Sequoia Capital.

### France
En 2025, la plateforme OpenVC recense une centaine de sociétés d'investissement en capital risque actives établies en France. La plupart se sont créées à partir de 1997, sous l'effet conjoint de la création de fonds communs de placement à l'innovation (FCPI) et de l'engouement pour les startups Internet. On peut les classer en quatre familles.

#### Sociétés historiques françaises
Iris Capital, anciennement Part'Com, fondé en 1986 par la Caisse des dépôts et consignations, et devenue indépendante, réalise en 2022 le plus grands nombres de deals pour un montant d'actifs sous gestion approchant le milliard d'euros.
Créée en 1972, Sofinnova Partners fut longtemps le plus actif, avec 134 millions d'euros investis en 2007. Pelican Venture, holding du Groupe Gorgé, lance ses opérations à travers la Sofromec à partir de 1992.
D'autres pionniers sont : Innovacom, spécialisé dans les fonds corporate technologiques, Partech International, à l'origine la contraction de « Paribas Technologie » mais depuis longtemps sans relation avec la banque. De tous ces fonds, Partech International est le seul à s'être véritablement internationalisé avec des bureaux dans la Silicon Valley. Sofinnova Partners a aussi une entité aux États-Unis mais les deux entités sont largement indépendantes.

#### Investisseurs internationaux actifs en France
Avec 31,5 millions d'euros investis en 2007, le britannique 3i Group Plc est le capital-risqueur non français le plus présent dans l'Hexagone.[réf. nécessaire] Les principaux VCs européens sont toutefois tous directement présents, comme le flamand Gimv (nl), ou susceptibles d'investir dans des entreprises françaises: on peut par exemple citer Atlas Venture et Intel Capital. Les capital-risqueurs américains les plus notables, comme Sequoia Capital ou Benchmark, n'ont pas investi récemment sur le Vieux Continent.
Capital-risqueurs créés à partir de 1996 : le plus important est CDC Innovation, en train de négocier son indépendance[Quand ?] avec la Caisse des Dépôts et Consignations. De nombreuses autres sociétés se sont créées, certaines affiliées à des groupes comme Ventech (intégrée à Natixis Private Equity) et le plus souvent indépendantes comme Newfund.

#### Sociétés créées à l'occasion du lancement des FCPI
On retrouve ici les départements et filiales de capital risque de la plupart des grandes banques françaises : BNP Paribas (BNP PE), Viveris Management (ancienne filiale de Caisse d'épargne), Omnes capital, Crédit mutuel (CM-CIC Capital Privé), Seventure Partners, filiale de Natixis, la Banque de financement, d'investissement et de services du groupe BPCE (Banque populaire et Caisse d'épargne)… On trouve, de même, de grandes compagnies d'assurance comme Axa. De grands réseaux sont en effet nécessaires pour commercialiser ces produits d'épargne défiscalisés. De nombreuses sociétés indépendantes se sont cependant créées, s'appuyant sur des banques privées ou des conseillers en gestion de patrimoine. Parmi celles-ci, on peut citer Idinvest Partners, l'ancienne équipe de Private Equity du groupe Allianz qui a pris son indépendance en 2010, et est devenu avec plus de 4 milliards d'actifs sous gestion un des leaders du financement de PME, et est classé parmi les acteurs les plus actifs du marché par Chausson Finance depuis plus de 5 années de suite.[réf. nécessaire]. Citons aussi La Banque Postale, qui confie la plupart des FCPI qu'elle lève à une société reliée à La Poste, XAnge Private Equity.

### Presse professionnelle
- CFnews
- Capital Finance (groupe Les Échos)
- Décideurs
- Private Equity Magazine
- Le Magazine des Affaires